# Éthique appliquée
L'éthique appliquée est une branche de l'éthique qui applique ses principes à un ensemble particulier de circonstances et de pratiques, au regard des critères généraux de l'éthique. 

## Description
L'éthique appliquée se déduit notamment de l'éthique normative, à travers la façon d'établir les codes de déontologie, en tenant compte des règles de droit, des théories du contrat social, ou d'autres types de critères (États-Unis). L'éthique normative ne peut cependant avoir comme ambition de baliser la résolution des problématiques dites « régulières », soit celles pour lesquelles préexiste une règle.  La résolution de problématiques dites « irrégulières », là ou la norme est inexistante, muette ou insuffisante, doit s'appuyer sur des valeurs claires et praticables; ces valeurs doivent faire consensus à l'intérieur de la société ou de l'organisation.
Des exemples pratiques de champs d'application sont :
- l'éthique des affaires, qui comporte un ensemble de volets dont on peut citer :
  - l'éthique en intelligence économique,
  - l'éthique financière
  - l'éthique juridique, illustrée, entre autres exemples, par le code de déontologie des avocats,
  - l'éthique de l'informatique,
- la bioéthique,
- l'éthique de l'environnement,
- l'éthique animale,
- l'éthique médicale,
- l'éthique des mathématiques,
- l'éthique et l'éducation,
- l'éthique et la gestion de l'État.

La responsabilité sociétale des entreprises n'est pas en elle-même une éthique, mais, afin de gagner en efficacité, elle doit s'appuyer sur des normes d'éthique, en particulier en éthique des affaires. 
Beaucoup de considérations d'éthique appliquée se trouvent aussi en jeu dans les discussions sur les droits de l'homme.
La difficulté principale, avec l'éthique appliquée formelle, est la possibilité de désaccord sur ce qui constitue la véritable théorie ou les principes à appliquer, ce qui conduit à des solutions à des problèmes spécifiques qui ne sont pas acceptables universellement pour tous les participants. Par exemple, une approche déontologique stricte ne permettra jamais de tromper un patient sur sa condition, alors qu'une approche utilitariste peut envisager cette possibilité. Un déontologue arrivera avec une solution très différente de celle d'un utilitariste, dans les mêmes conditions.  
Une approche moderne visant à aborder ce type de questions est la casuistique. La casuistique tente d'établir un plan d'action pour répondre à des faits particuliers par une forme de raisonnement au cas par cas. En agissant ainsi, avec une réelle étude des faits, elle accroît la possibilité d'accord entre les parties prenantes en s'appuyant sur des codes moraux explicites. L'abus de cette méthode peut toutefois présenter certains dangers, comme on l'a vu dans l'Histoire:  en l'absence d'a posteriori pour les modes d'action (sur des cas nouveaux en trop grand nombre, complexes et irréductibles ), elle peut conduire à des erreurs d'appréciation . (La contingence et le discernement furent le problème par exemple de la Croix-Rouge dans son histoire au cas par cas pendant la Seconde Guerre mondiale.)